# 若巴乡
若巴乡（藏語：ཨོར་སྨད་ཁ་，威利转写：or smad kha）是中国西藏自治区昌都市卡若区下辖的一个乡，位于区境西南部的高山峡谷地带，总面积897.33平方千米，2000年人口3126人。若巴乡是一个半农半牧乡，农牧产品主要有青稞、小麦、油菜、牦牛、黄牛、山羊、绵羊等。2008年，下辖9个村委会：格岗村、若尼村、郭那村、呷达村、瓦扎村、博巴村、扎格村、卡堆村、香宗村。